# Magadis
Magadis is een geslacht van weekdieren uit de klasse van de Gastropoda (slakken).

## Soort
- Magadis eumerintha Melvill & Standen, 1899